# Cosmoscarta leucothoe
Cosmoscarta leucothoe är en insektsart som beskrevs av Gustav Breddin 1903. Cosmoscarta leucothoe ingår i släktet Cosmoscarta och familjen spottstritar. Inga underarter finns listade i Catalogue of Life.